# Rea Stark Rajčić
Rea Stark, né le 11 juin 1983 à Saint-Gall, est un entrepreneur, investisseur et designer industriel suisse d’origine croate.

## Biographie
Diplômé de l’École de design GBS de Saint-Gall, il commence sa carrière comme designer industriel pour plusieurs grandes entreprises, dont Sony, LG, Canon et Nespresso.
En 2016, il cofonde à Zurich la société automobile Piëch Automotive avec Anton Piëch, où il occupe notamment le poste de directeur du design. Parmi ses réalisations figure la conception de la voiture de sport électrique Piëch Mark Zero (appelée plus tard Piëch GT), présentée comme un modèle modulaire dont les composants de batterie et de logiciel peuvent être mis à jour. Ce modèle a reçu le German Design Award en 2020 (catégorie « Passenger Vehicles ») et a également été distingué par le Design Prize Switzerland en 2019 (catégorie « Energy Efficiency »).
En mai 2021, via un consortium d’investisseurs (Quantum Group), Rea Stark fait une offre de 7,5 milliards d’euros au groupe Volkswagen pour l’acquisition de la marque Lamborghini, proposition finalement rejetée par le groupe,,.
Outre ses activités dans l’automobile, il investit dans différents secteurs dont la technologie et l’énergie. Il fonde notamment Quantum Group et Stark & Cie. SA, entreprises basées à Zurich. Il a également participé à des projets de conception de réacteurs nucléaires modulaires pour data centers avec la startup Deep Atomic AG.